# Amy Van Dyken
Amy Van Dyken (Englewood, 15 febbraio 1973) è un'ex nuotatrice statunitense.
Ha vinto quattro medaglie d'oro alle Olimpiadi di Atlanta nel 1996 nelle gare di: 50 m stile libero, 100 m farfalla, 4 × 100 m stile libero, 4 × 100 m misti diventando così la prima statunitense nella storia a compiere tale impresa.

## Biografia
Alle Olimpiadi di Sydney del 2000 ha vinto due medaglie d'oro nelle gare di 4 × 100 m stile libero e 4 × 100 m misti.
Asmatica fin dall'infanzia, è laureata alla Arizona University, attualmente è una giornalista ed è sposata con l'ex giocatore di football americano Tom Rouen.
Nel 2014, a seguito di un incidente con una quad-bike, è rimasta paraplegica.

## Palmarès
- Olimpiadi

Atlanta 1996: oro nei 50 m sl, nei 100 m farfalla, nella 4 × 100 m sl e nella 4 × 100 m misti.
Sydney 2000: oro nella 4 × 100 m sl e nella 4 × 100 m misti.
- Mondiali

Roma 1994: argento nella 4 × 100 m sl e nella 4 × 100 m misti, bronzo nei 50 m sl.
Perth 1998: oro nei 50 m sl, nella 4 × 100 m sl e nella 4 × 100 m misti
- Campionati panpacifici

Atlanta 1995: oro nei 50 m sl e nella 4 × 100 m sl, argento nei 100 m sl e nella 4 × 100 m misti.
- Giochi panamericani

Mar del Plata 1995: oro nei 100 m farfalla, nella 4 × 100 m sl e nella 4 × 100 m misti e argento nei 100 m sl.

## Riconoscimenti
- American Swimmer of the Year: 1995, 1996